# گورو گوبیند سینگ
گورو گوبیند سینگ (پنجابی: ਗੁਰੂ ਗੋਬਿੰਦ ਸਿੰਘ) (زاده ۱۶۶۶ - درگذشته ۱۷۰۸ میلادی) دهمین گورو در آئین سیک است.
او در پتنه، بیهار در هندوستان زاده شد و در سال ۱۶۷۵، در حالی که تنها نه سال داشت، پیشوایی مذهبی و سیاسی پیروان آئین سیک را بر عهده گرفت. آیین سیک ملغمه‌ای از عرفان هندی و اسلامی است. از این رو آیین سیک آمیزه‌ای از هندوئیسم و اسلام است.
او که شاهد شکنجه و اعدام پدرش گورو تیغ بهادر به دستور شاه متعصب مسلمان هند، اورنگ زیب بود؛ در صدد گرفتن انتقام از مغولان هند برآمد و در بیست جبهه با مغولان جنگید. او یک رهبر، جنگاور، شاعر و پیامبر بود . او محفل و سازمان خالصه را بنیاد نهاد؛ و برای اعضای آن پنج علامت معین کرد که به پنج کاف معروف است. گورو گوبیند سینگ در سال ۱۷۰۸ در ناندید درگذشت
او آخرین انسانی بود که در مذهب سیک خود را گورو نامید؛ پیش از مرگ او کتاب گرانت صاحب را گوروی بعد از خود معرفی کرد و گفت که این کتاب تا جاودان راهنما و مرشد سیک‌ها خواهد بود او به زبان‌های پنجابی، هندی و فارسی شعر می‌گفت.
گورو گوبیند سینگ پس از شکست در نبرد چامکائور، نامه‌ای به اورنگ زیب (پادشاه گورکانیان) نوشت که به نظم فارسی است و به ظفرنامه موسوم است. او در این نامه اورنگ زیب را به خاطر قسم دروغ به قرآن و کشتار سیک‌هایی که تسلیم شده بودند، سرزنش می‌کند ولی در بخشی از نامه هم ویژگی‌های خوب شاه را می‌ستاید.  حکایتان مجموعه‌ای از داستان‌هایی است که پس از ظفرنامه آمده و ادامه این منظومه تلقی می‌شود. گورو گوبیند سینگ شعر دیگری هم به نام فتح‌نامه به فارسی نوشته است.